# ماهی لوتی پروانه‌ای
ماهی لوتی پروانه‌ای (نام علمی: Caesioperca lepidoptera) نام یک گونه از زیرخانواده آنتیاس‌ها است.